# Stock 2
Stock 2 è un ammasso aperto brillante ed esteso visibile nella costellazione di Cassiopea.

## Osservazione

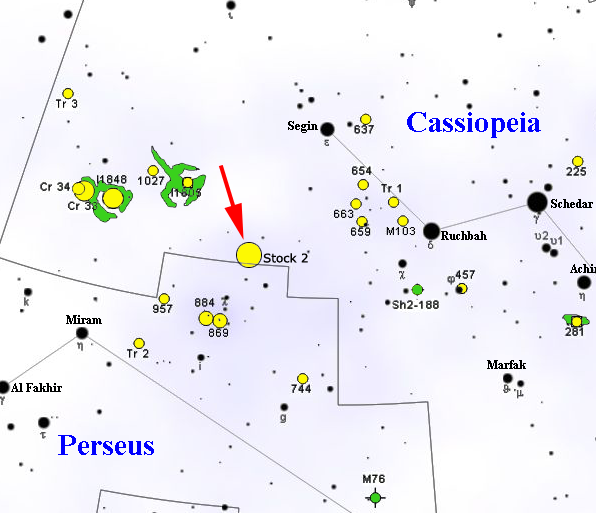
Mappa per individuare Stock 2.

Può essere individuato facilmente grazie alla sua posizione poco più di 2° a NNE del celebre e vistoso Ammasso Doppio di Perseo; giace in direzione di un ricchissimo campo stellare, ma la dispersione delle sue numerose componenti lo rende più simile a un vago addensamento che a un ammasso aperto vero e proprio. Attraverso un binocolo 10x50 sono visibili già diverse decine di stelle di magnitudine 8 e 9 formanti un insieme debolmente allungato in senso est-ovest; con un telescopio da 120mm a bassi ingrandimenti si può godere della visione migliore, con oltre un centinaio di stelle evidenti fino alla magnitudine 12, che si confondono coi campi stellari di fondo. Ingrandimenti oltre i 70x non permettono di avere una visione d'insieme e l'ammasso appare troppo disperso.
La declinazione fortemente settentrionale di quest'ammasso favorisce notevolmente gli osservatori dell'emisfero nord, da cui si presenta circumpolare fino alle latitudini medio-basse; dall'emisfero australe d'altra parte resta piuttosto basso e non è osservabile dalle aree lontane dalla zona tropicale. Il periodo migliore per la sua osservazione nel cielo serale è quello compreso fra ottobre e marzo.

## Storia delle osservazioni
Benché sia un oggetto abbastanza appariscente, sembra che nessun astronomo si sia interessato ad esso fino alla metà del XX secolo, quando venne riconosciuto come ammasso aperto da un gruppo di astronomi e attribuito alla lista di 24 ammassi aperti dell'astronomo Jurgen Stock. Il divulgatore scientifico Phil Harrington lo descrisse come avente l'aspetto di un uomo che flette i muscoli; da allora viene talvolta soprannominato Muscleman Cluster, l'"Ammasso uomo muscoloso".

## Caratteristiche
Stock 2 è un ammasso aperto molto esteso e assai popolato; la sua distanza è stata stimata in alcuni studi attorno ai 303 parsec (988 anni luce), risultando così uno degli ammassi più vicini conosciuti. Giace all'interno del Braccio di Orione, in corrispondenza di diverse nubi molecolari che contribuiscono a oscurare fortemente la Via Lattea fra Cassiopea e la Giraffa. La sua età è stimata sui 170 milioni di anni, come è testimoniato anche dall'assenza di stelle di classe spettrale O e B e dalla presenza di numerose stelle evolute di classe A e F.
La sua popolazione comprende quasi 200 stelle fino alla magnitudine 13, disperse su un diametro di circa 1°, corrispondente a un diametro di almeno 5 parsec. Grazie alla sua posizione in una regione particolarmente ricca di polveri interstellari, il suo studio è utile per determinare le proprietà del mezzo interstellare nella fascia centrale del Braccio di Orione; studi fotometrici sulle stelle di questo e dell'Ammasso Doppio hanno infatti mostrato delle analogie tali da far supporre che la massima parte dell'oscuramento in direzione dell'Ammasso Doppio dipenda dalle polveri interstellari situate all'interno del Braccio di Orione.